# OSSA Super Pioneer
L'OSSA Super Pioneer, coneguda també com a Super Pioneer Enduro i, als Estats Units, com a Mountaineer, fou un model de motocicleta fabricat per OSSA entre 1975 i 1980, dissenyat per a la pràctica de l'enduro (modalitat anomenada a l'època "Tot Terreny") des d'un vessant lúdic. La Super Pioneer substituïa l'OSSA Enduro (comercialitzada als països anglòfons com a "OSSA Pioneer"), un dels models més emblemàtics de la marca i un dels pilars comercials d'OSSA durant la dècada del 1970. Al llarg de la seva vida comercial se'n produïren tres versions en dues cilindrades (250 i 350 cc), totes elles amb les següents característiques generals: motor de dos temps monocilíndric refrigerat per aire, bastidor de doble bressol, frens de tambor i amortidors de forquilla convencional davant i telescòpics darrere.
La primera Super Pioneer 250, llançada el 1975, era una evolució de l'Enduro E73, un model plenament competitiu amb el qual Ton Marsinyach havia guanyat el Campionat d'Espanya de Tot Terreny el 1974. Tot i així, la Super Pioneer estava pensada per a un ús utilitari i d'esbarjo més que no pas per a la competició. Es tractava d'un model versàtil, apte per a la ciutat i la carretera i amb el qual fos fàcil iniciar-se en la conducció fora d'asfalt. Per a cobrir la faceta competitiva, OSSA havia llançat el 1974 la Desert, un model que es va produir fins al 1984.

## Versions

### Llista de versions produïdes
| Versió                    | Cilindrada                | Id. Model                 | Anys                      | Núm. Sèrie                | Unitats | Pintura dipòsit            |
| ------------------------- | ------------------------- | ------------------------- | ------------------------- | ------------------------- | ------- | -------------------------- |
| 250                       | 250cc                     | B31                       | 1975 - 1977               | B310001                   | 2.600   | Daurat amb franja carbassa |
| 350                       | 350cc                     | B53                       | 1976 - 1977               | B530001                   | 1.600   | Blanc amb franja vermella  |
| 250/78                    | 250cc                     | B31                       | 1978 - 1980               | B313001                   | 1.400   | Verd                       |
| Total d'unitats produïdes | Total d'unitats produïdes | Total d'unitats produïdes | Total d'unitats produïdes | Total d'unitats produïdes | 5.600   |                            |

### 250
La primera Super Pioneer 250 era una evolució de l'anterior Enduro E73. Disposava dels mateixos tub d'escapament voluminós amb reixeta de protecció, bastidor de doble bressol i conjunt de dipòsit i selló, mentre que les principals diferències eren a l'apartat estètic, sobretot pel que fa a la nova decoració general en color daurat amb franges carbassa. El 1976 en va aparèixer una versió renovada, amb algunes millores com ara els amortidors posteriors Betor Gas més inclinats i la forquilla anterior d'ampolla amb reforç longitudinal de major recorregut, el xassís reforçat, el fre anterior cònic de nou disseny, el parafangs anterior irrompible de color blanc, el carburador Bing amb estàrter fixat de forma elàstica i algunes petites millores al motor, així com un tub d'escapament més llarg.
Fitxa tècnica
| Super Pioneer 250 | Super Pioneer 250          | Super Pioneer 250 |
| --- | -------------------------- | ----------------- |
| Id. Model | B31                        |                   |
| Núm. Sèrie | B310001                    |                   |
| Anys | 1975 - 1977                |                   |
| CC | 244                        |                   |
| Diàmetre x Carrera | 72 x 60 mm                 |                   |
| Compressió | 14,1:1                     |                   |
| CV | ?                          |                   |
| Carburador | Amal 32 mm                 |                   |
| Canvi | 5 velocitats               |                   |
| Suspensió davant | Forquilla telescòpica      |                   |
| Suspensió darrera | Amortidors hidràulics      |                   |
| Pneumàtic davant | 3,00 x 21                  |                   |
| Pneumàtic darrera | 4,00 x 18                  |                   |
| Frens davant | Tambor 172 mm              |                   |
| Frens darrera | Tambor 150 mm              |                   |
| Pes en sec | 99 Kg                      |                   |
| Capacitat dipòsit | 13 l                       |                   |
| Pintura dipòsit | Daurat amb franja carbassa |                   |
| \| • Altres \| \| ----------------------------------------------------------------------------------------------------------------------------------------------------------------- \| \| - Encesa: Volant magnètic Motoplat - Longitud: 2.085 mm - Batalla: 1.396 mm - Alçada sobre el terra: 276 mm - Ample manillar: 903 mm - Velocitat màxima: 120 km/h \| |                            |                   |
| • Altres |                            |                   |
| - Encesa: Volant magnètic Motoplat - Longitud: 2.085 mm - Batalla: 1.396 mm - Alçada sobre el terra: 276 mm - Ample manillar: 903 mm - Velocitat màxima: 120 km/h |                            |                   |

Notes
1. ↑  La versió de 1976 duia carburador Bing
2. ↑  La principal diferència estètica entre la versió de 1975 i la de 1976 és que la primera duia els parafangs de fibra, en el mateix color daurat amb franja carbassa, mentre que la segona els duia de plàstic blanc

### 350
El 1976, coincidint amb la renovació de la Super Pioneer 250, OSSA en presentà una versió "350". L'estètica era similar a la del model de 250 cc, només que en color blanc amb franges vermelles. El parafangs anterior de plàstic irrompible era el mateix. El motor, de 302 cc, duia un carburador Bing T84 de 32 mm i lliurava 24 CV a 6.000 rpm. El motor destacava per les seves aletes de refrigeració, àmpliament espaiades. El bastidor de doble bressol era nou i els amortidors de gas anaven muntats en un angle més pronunciat, com a la nova 250. La Super Pioneer 350 pesava 102,5 kg, força menys que els 120-150 dels models de la competència, sobretot els de marques japoneses.
Fitxa tècnica
| Super Pioneer 350 | Super Pioneer 350         |
| --- | ------------------------- |
| Id. Model | B53                       |
| Núm. Sèrie | B530001                   |
| Anys | 1976 - 1977               |
| CC | 302                       |
| Diàmetre x Carrera | 77 x 65 mm                |
| Compressió | 12,9:1                    |
| CV | 24 CV a 6.000 rpm         |
| Carburador | Bing T84 32 mm            |
| Canvi | 5 velocitats              |
| Suspensió davant | Forquilla telescòpica     |
| Suspensió darrera | Amortidors hidràulics     |
| Pneumàtic davant | 3,00 x 21                 |
| Pneumàtic darrera | 4,50 x 18                 |
| Frens davant | Tambor 150 mm             |
| Frens darrera | Tambor 150 mm             |
| Pes en sec | 102,5 Kg                  |
| Capacitat dipòsit | 13 l                      |
| Pintura dipòsit | Blanc amb franja vermella |
| \| • Altres \| \| ----------------------------------------------------------------------------------------------------------------------------------------------------------------- \| \| - Encesa: Volant magnètic Motoplat - Longitud: 2.085 mm - Batalla: 1.396 mm - Alçada sobre el terra: 286 mm - Ample manillar: 903 mm - Velocitat màxima: 135 km/h \| |                           |
| • Altres |                           |
| - Encesa: Volant magnètic Motoplat - Longitud: 2.085 mm - Batalla: 1.396 mm - Alçada sobre el terra: 286 mm - Ample manillar: 903 mm - Velocitat màxima: 135 km/h |                           |

1. ↑  32 CV a 4.200 rpm segons una altra font[11]

### 250/78
A finals de 1978, quan OSSA estava travessant una forta crisi, va aparèixer la nova versió de la Super Pioneer 250. Fou més que res un intent de renovar la sèrie sense mitjans, de manera que es tractava pràcticament de la mateixa moto, però pintada de verd (el mateix to de la TR 77 de trial) i amb el far integrat en una placa de fibra de vidre en comptes del rodó anterior.
Fitxa tècnica
| Super Pioneer 250/78 | Super Pioneer 250/78  |
| --- | --------------------- |
| Id. Model | B31                   |
| Núm. Sèrie | B313001               |
| Anys | 1978 - 1980           |
| CC | 250                   |
| Diàmetre x Carrera | 72 x 60 mm            |
| Compressió | 14,1:1                |
| CV | ?                     |
| Carburador | Bing 32 mm            |
| Canvi | 5 velocitats          |
| Suspensió davant | Forquilla telescòpica |
| Suspensió darrera | Amortidors hidràulics |
| Pneumàtic davant | 3,00 x 21             |
| Pneumàtic darrera | 4,00 x 18             |
| Frens davant | Tambor 172 mm         |
| Frens darrera | Tambor 150 mm         |
| Pes en sec | 99 Kg                 |
| Capacitat dipòsit | 13 litres             |
| Pintura dipòsit | Verd                  |
| \| • Altres \| \| ----------------------------------------------------------------------------------------------------------------------------------------------------------------- \| \| - Encesa: Volant magnètic Motoplat - Longitud: 2.085 mm - Batalla: 1.396 mm - Alçada sobre el terra: 276 mm - Ample manillar: 903 mm - Velocitat màxima: 120 km/h \| |                       |
| • Altres |                       |
| - Encesa: Volant magnètic Motoplat - Longitud: 2.085 mm - Batalla: 1.396 mm - Alçada sobre el terra: 276 mm - Ample manillar: 903 mm - Velocitat màxima: 120 km/h |                       |